# Zakotvená teorie
Metodu zakotvené teorie (také podložené teorie, angl. Grounded Theory) lze zařadit mezi klasické kvalitativní metody. Název vyjadřuje, že vytvářená teorie je „zakotvena” přímo v datech, nikoli postavena na předběžných hypotézách nebo spekulacích. Cílem této metody je vytvořit teorii. "Nezačínáme teorií, kterou bychom následně ověřovali. Spíše začínáme zkoumanou oblastí a necháváme, ať se vynoří to, co je v této oblasti významné." Je to teorie odvozená induktivně.
Cílem výzkumníka je data pomocí daných postupů vyřešit a dobrat se tak k tomu, co je v datech – a za nimi. Jakožto data jsou míněna především pozorování a rozhovory, může jít ale i o jiný typ strukturovaného materiálu.
Zakotvená teorie vychází stejně jako ostatní metody z určitého výzkumného problému, který zužuje prostřednictvím výzkumné otázky. Výzkumná otázka by měla být formulována tak, aby nechala dostatek volnosti k pečlivému prozkoumáni jevu. Postupným sběrem a analyzováním dat je pak tato otázka přeformulována tak, aby se její záběr zužoval. Celý proces sběru a analýzy dat je postaven na hledání pojmů, které se zkoumaným jevem souvisejí, a následném odhalování vztahů mezi nimi.
Badatel zpravidla vychází z nějakého vyprávění a snaží se zjistit, jak vypravěč vnímá to, o čem vypráví. Nástrojem analýzy textu jsou různé typy kódování (otevřené, axiální, selektivní).
Za ideálních podmínek by tato teorie měla odhalit určitý proces konstruování reality. Nejde o statický popis nějakého jevu, jde o zachycení tohoto jevu v jeho dynamičnosti. Celý proces sběru a analýzy dat by měl skončit v okamžiku, kdy již nenalézáme žádné nové nebo významné údaje k jednotlivým kategoriím a všechny vztahy mezi kategoriemi jsou ověřeny na datech. Cílem je tedy specifikace podmínek, za kterých se jev vyskytuje, popis interakcí, které se k němu vážou, a popis výsledků či následků, již následují. 

## Principy a postupy zakotvené teorie
- konstantní srovnávání – neustále si pomáháme komparací, minimalizujeme nebo maximalizujeme rozdíly mezi případy (nebo prostředími)
- teoretické vzorkování – je procesem souběžné tvorby (sběru) dat, analýzy a interpretace (kódování) dat – (techniky: sněhová koule, tracing, prořezávání suchých větví atd.)
- teoretické nasycení – když se v datech objevují stále stejné vzorce a kategorie
- teoretická citlivost

## Vznik a původ zakotvené teorie
Autory zakotvené teorie je dvojice sociologů Anselm Strauss a Barney Glaser.
Poprvé tuto metodu použili při výzkumu nevyléčitelně nemocných, jehož výsledky publikovali roku 1965 Awareness of Dying. Tato práce měla úspěch. Proto, a také kvůli zodpovězení mnohých metodologických otázek, publikovali spolu se Straussem 1967 knihu The Discovery of Grounded Theory.
Ačkoliv se jednalo o plodnou spolupráci, oba autoři této metody se ke konci 70. let ve vší slušnosti a respektu rozešli kvůli metodologickým neshodám v procesu kódování.
Glaserův přístup používá jakákoliv data – tedy nejen kvalitativní formu v podobě pozorování a rozhovorů, ale také průzkumy, statistické analýzy a „cokoliv přijde výzkumníkovi při sledování cíle do cesty“. To vše může být použito ke srovnávací analýze stejně tak dobře, jako odborná literatura či beletrie. Glaserův přístup je motivován konceptuální abstrakcí od času, lidí a místa – zatímco Strauss kladl důraz na platnost analyzovaného za daných podmínek a v dané době. Ze spolupráce Strausse s Juliet Corbin vyšla roku 1990 kniha Basics of Qualitative Research – Grouded Theory Procedures and Techniques (vyšla česky 1999 v Brně, Základy kvalitativního výzkumu - postupy a techniky metody zakotvené teorie), na níž Glaser reagoval o dva roky později textem Emergence vs. Forcing: Basics of Grounded Theory. Tímto způsobem byla odstartována akademická debata a rozdělení na dva proudy.